# Caicó (ort)
Caicó är en ort i Brasilien.   Den ligger i kommunen Caicó och delstaten Rio Grande do Norte, i den östra delen av landet, 1 600 km nordost om huvudstaden Brasília. Caicó ligger 161 meter över havet och antalet invånare är 54 934.
Terrängen runt Caicó är platt.Det finns inga andra samhällen i närheten.
Omgivningarna runt Caicó är huvudsakligen savann. Runt Caicó är det ganska glesbefolkat, med 48 invånare per kvadratkilometer.